# Orogenia andina
La orogenia andina es un proceso de orogénesis responsable del alzamiento de la Cordillera de los Andes y que viene actuando desde el Jurásico hasta el presente. La orogenia es la consecuencia de la reactivación de un sistema de subducción longevo en el margen occidental de Sudamérica. A escala continental el Cretácico (90 Ma) y el Oligoceno (30 Ma) son considerados como importantes periodos de reorganización de la orogenia Andina. A nivel local los detalles del desarrollo de la orogenia varían dependiendo del segmento a considerar.

## Generalidades

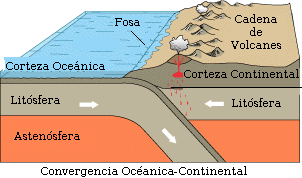
Perfil simplificado de la situación actual a lo largo de gran parte de los Andes.

Desde que se desmembró el antiguo supercontinente de Rodinia en el Neoproterozoico la parte occidental de Sudamérica ha estado sujeta a una serie de orogenias. Durante el Paleozoico la orogenia pampeana, orogenia famatiniana y la orogenia gondwanide fueron precursores inmediatos de la orogenia andina. Las primeras fases de la orogenia andina en el Jurásico y Cretácico se caracterizaron por una tectónica extensional que incluyó el desarrollo de rifts y cuencas de retroarco además del emplazamiento de grandes batolitos. Los eventos mencionados estarían en directa relación con la subducción de litósfera oceánica fría. Durante el Cretácico medio a tardío (ca. 90 Ma) la orogenia andina cambio abruptamente de carácter. Se piensa que litósfera más joven y caliente empezó a ser subducida bajo Sudamérica durante este periodo. Este tipo de subducción no solo habría resultado en una deformación contraccional intensa de las diferentes litologías sino también en un alzamiento de los Andes y la subsequente erosión que ocurrió desde el Cretácico tardío en adelante.